# Hubert Feichtlbauer
Hubert Feichtlbauer (* 7. Februar 1932 in Obernberg am Inn, Oberösterreich; † 23. September 2017 in Wien) war ein österreichischer Journalist und Buchautor.

## Leben
Hubert Feichtlbauer war 1960 bis 1965 als Journalist beim Linzer Volksblatt tätig, 1965 bis 1970 bei den Salzburger Nachrichten, 1970 bis 1972 bei der Wochenpresse. Von 1972 bis 1978 schrieb er für den Kurier, 1978 bis 1984 war er Chefredakteur der Furche, für die er seither Gastkommentare schrieb. Als Mitarbeiter des ORF moderierte er auch Fernsehsendungen wie das Religionsmagazin Orientierung oder die Diskussionssendung Club 2.
Feichtlbauer war 1984 bis 1992 Pressechef der Bundeswirtschaftskammer, 1993 bis 1995 Generalsekretär der Österreichischen Liga für die Vereinten Nationen. Von 1979 bis 1991 war er Vorsitzender des Verbands katholischer Publizistinnen und Publizisten Österreichs. 1998 bis 2002 war er Vorsitzender der Plattform „Wir sind Kirche“.
Feichtlbauer machte in seinen Veröffentlichungen nie einen Hehl aus seiner christlichen Gesinnung. Er war Mitglied der katholischen Studentenverbindung K.Ö.St.V. Kürnberg im ÖCV und der K.Ö.St.V Rugia Ried im MKV. Er wurde am Grinzinger Friedhof bestattet.

## Auszeichnungen
- Feichtlbauer war einer der ersten österreichischen Fulbright-Stipendiaten.
- 1972 Dr.-Karl-Renner-Publizistikpreis
- 1976 Staatspreis für publizistische Leistungen im Interesse der Geistigen Landesverteidigung
- 2002 René-Marcic-Preis des Landes Salzburg
- 2014 Concordia-Preis für das Lebenswerk[4]
- 2015 Journalisten des Jahres (Preis für das Lebenswerk)[5]
- 2016 Österreichisches Ehrenkreuz für Wissenschaft und Kunst l. Klasse

## Schriften (Auswahl)

### Publikationen in Buchform
- mit Willibald Girkinger, Alfred Klose (Hrsg.): Zwischenrufe. Wort ergreifen, Schweigen brechen, Taten setzen in Kirche und Gesellschaft. Festschrift zum 60. Geburtstag von Eduard Ploier. Veritas, Linz 1990, ISBN 3-85329-803-6.
- Der Aufstand der Lämmer. Zu den Fragen des Kirchenvolks (= Themen der Zeit, Band 3). Holzhausen, Wien 1995, ISBN 978-3-900518-41-7.
- Zerbricht die Kirche? Antworten eines Zuversichtlichen. Kremayr & Scheriau, Wien 1999, ISBN 3-218-00664-3.
- Der Fall Österreich. Nationalsozialismus, Rassismus – eine notwendige Bilanz. Holzhausen, Wien 2000, ISBN 978-3-85493-025-9.
- The Austrian dilemma. An inquiry into National Socialism and racism in Austria. Übersetzung aus dem Deutschen von Andrew Smith und Penny Senften. Holzhausen, Wien 2001, ISBN 978-3-85493-049-5.
- Josef Pühringer: Augenmaß und Leidenschaft. Trauner, Linz 2002, ISBN 978-3-85487-390-7.
- Franz König: Der Jahrhundert-Kardinal. Holzhausen, Wien 2003, 2. Auflage, ISBN 978-3-85493-082-2.
- Österreichischer Versöhnungsfonds (Hrsg.): Zwangsarbeit in Österreich 1938–1945. Fonds für Versöhnung, Frieden und Zusammenarbeit: späte Anerkennung, Geschichte, Schicksale. Braintrust, Verlag für Weiterbildung, Wien 2005, ISBN 978-3-901116-21-6.
- Neuer Papst – Hoffnung für wen? Ed. Steinbauer, Wien 2005, ISBN 978-3-902494-07-8.

### Beiträge in Sammelwerken
- Müssen Journalisten ethisch handeln? In: Hubert Feichtlbauer, Willibald Girkinger, Alfred Klose (Hrsg.): Zwischenrufe. Wort ergreifen, Schweigen brechen, Taten setzen in Kirche und Gesellschaft. Festschrift zum 60. Geburtstag von Eduard Ploier. Veritas, Linz 1990, ISBN 3-85329-803-6, S. 349–360.
- Aus der Geschichte gelernt. Politische Kultur und Parteiensystem der Zweiten Republik aus der Sicht eines zeitgenössischen Kommentators. In: Robert Kriechbaumer (Hrsg.): Österreichische Nationalgeschichte nach 1945, Band 1: Die Spiegel der Erinnerung. Die Sicht von innen. Böhlau, Wien/Köln/Weimar, 1998, ISBN 978-3-205-98909-7, S. 345ff.
- Galanter Kämpfer Gyuri – György Sebestyén und die Furche. In: Ingrid Schramm (Hrsg.): György Sebestyén – der donauländische Kentaur. Ein subjektives Porträt. Styria, Graz / Wien (u. a.) 2000, ISBN 3-222-12784-0, S. 99–102.
- Das Katholische am Missbrauchsfrevel. In: Waltraud Klasnic (Hrsg.): Missbrauch und Gewalt. Erschütternde Erfahrungen und notwendige Konsequenzen. Leykam, Graz 2013, ISBN 978-3-7011-7865-0, S. 133–140.

### Zeitschriftenartikel
- mit Gerd Bacher, Sigmund Gottlieb, Otto Roegele: Der „Medienpapst“. Statements von Gerd Bacher, Hubert Feichtlbauer, Sigmund Gottlieb und Otto B. Roegele. In: Communicatio Socialis 38, Heft 3 (2005), S. 281–290[6]

### Interview
- Martha Heizer, Petra Schäfer: Hoffnung, die nie endet. Ein Gespräch mit Hubert Feichtlbauer anlässlich seines 85. Geburtstags. In: Kirche In. Das Internationale christlich-ökumenische Nachrichtenmagazin 31 (2017), Heft 9, S. 12–13. Das Interview findet sich auch im Internetauftritt von „Wir sind Kirche – Österreich“.[7]